# معماری عثمانی
معماری عثمانی به سبک معماری که در قرن چهاردهم و پانزدهم و ابتدای قرن شانزدهم میلادی در امپراتوری عثمانی در شهرهای بورسا و ادیرن به وجود آمد گفته می‌شود. معماری امپراتوری عثمانی نسخهٔ توسعه یافتهٔ معماری سلجوقی است. «مسجد جامع هرات» از معماری بیزانسی، ایران و همچنین سنن مملوکی بعد از سقوط قسطنطنیه الهام گرفته‌است. برای حدود چهارصد سال آثار معماری بیزانسی مانند مسجد ایاصوفیه به عنوان الگویی برای بسیاری از مساجد عثمانی استفاده می‌شد. با تأثیراتی از معماری بیزانسی و ایرانی در کنار دیگر سنت های معماری خاورمیانه. شناخته می‌شود.

## تأثیرات
هنر معماری همواره با امپراتوری ۶۰۰ ساله عثمانی همراه بود. معماری عثمانی شدیداً تحت تأثیر دو منبع اصلی قرار گرفته‌است. اولی معماری سلجوقیان آناتولی و دومی معماری بیزانس، با توجه به اینکه معماری عثمانی، به‌طور کلی متأثر از معماری اسلامی بوده‌است. در طول این شش سده، معماری نه تنها در آناتولی بلکه در سرزمین‌های دیگر مانند مصر، مجارستان، تونس و الجزایر شاهد تحولاتی زیادی بوده‌است که می‌توان آنها را درسه دوره کلی طبقه‌بندی کرد.

## دوره آغازین عثمانی
این دوره تقریباً بین سده ۹ و قرن ۱۵ میلادی بوده و متأثر از معماری آناتولی که می‌توان آثار آن را در شهرهای بورسا و ادیرنه، و عمدتاً متعلق به سده ۱۴ و ۱۵ مشاهده کرد. این زمان را در واقع تولد معماری عثمانی بوده‌است.
مساجد از شاخص‌ترین آثار معماری عثمانی هستند که در سراسر امپراتوری عثمانی توسعه یافتند. ساختمان‌هایی در مجاورت مسجد برای اسکان مردان مقدس در نظر می‌گرفتند و در ادامه این دوره حمام ترکی، آشپزخانه‌ها، مقبره‌ها، بیمارستان‌ها و مدارس با مسجد ادغام شدند که یک مجموعه واحد را شکل می‌داد که به آن کولیه می‌گفتند. بیشتر بناهای این دوره گنبدی شکل و دارای ساختار پلان مرکزی هستند.

## دوره کلاسیک

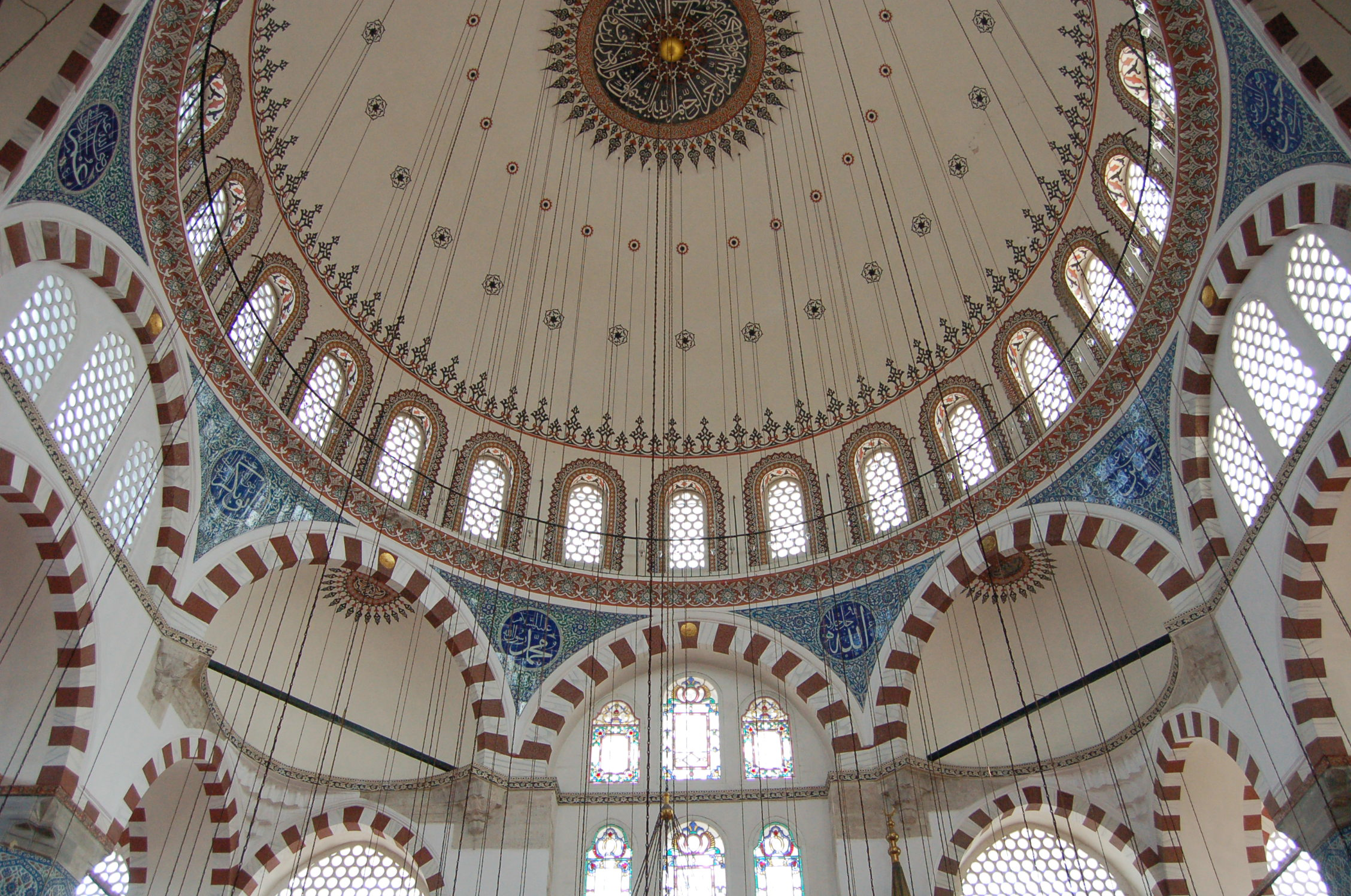
مسجد رستم پاسا، استانبول، با کاشی های باشکوه ایزنیک قرن شانزدهم

مرحله دوم دوره کلاسیک بود که از سده ۱۱ تا ۱۷ ادامه داشت. بیشتر نمونه‌های موجود معماری عثمانی مربوط به این دوره است. تأثیر فراوان معماری بیزانس این دوره به ویژه در مسجد ایاصوفیه، کاملاً مشهود است. همه ساختمانها دارای نقشه‌ها و ارتفاعات تمیز و منطقی است. هر قسمت با توجه به تأثیر آن بر کل بنا طراحی شده‌است. سلسله مراتب در عملکرد یک عنصر و حذف جزئیات غیر ضروری از نشانه‌های این دوره از معماری عثمانی می‌باشد. ساختمان‌های گنبد مرکزی با مجموعه ای از نیم گنبدها، پشتی‌ها و مناره‌ها همگی نمادی از معماری عثمانی است.
اکثر ساختمانهای قرن ۱۶ عثمانی کار معمار سنان است. او بر سادگی، شخصیت و فضاهای باز متمرکز بود که ساختارهای بسیار متعادلی ایجاد می‌کرد. رشد مساجد و مجموعه‌ها در زمان او مشاهده می‌شود. مسجد سلیمانیه و مسجد سلیمیه از برجسته‌ترین آثار وی هستند که با وجود زلزله‌های متعدد پابرجا ماندند. وی بنای گنبد را به همراه نیم گنبدها و مناره‌های مدادی شکل کامل می‌کرد.

## دوره غرب‌گرایی
آخرین مرحله معماری عثمانی، دوره غرب‌گرایی است. تأثیراتی غربی از جمله باروک و روکوکو را می‌توان در معماری این دوره مشاهده کرد، که منجر به عناصر تزئینی بیشتری شد. این مقطع را همچنین می‌توان به عنوان دوره احیای معماری عثمانی بر اساس استفاده از تکنیک‌ها و مصالح ساختمانی مدرن مانند بتن مسلح، فولاد، آهن و شیشه در نظر گرفت. در این دوره، گنبدها و مناره‌های سرپوش‌دار، کاشی و سرامیک با لعاب چند رنگ، کاشی‌های سفید و آبی جایگزین سنگ مرمر شد. طرح‌های هندسی با سنگ‌های رنگی، چوب و طلا تزئین شدند.

## عناصر معماری عثمانی
معماری عثمانی از سنگ، آجر و چوب تشکیل شده‌است. سنگ برای فونداسیون، آجر برای طاق‌ها و گنبدها، چوب برای تزئینات و برخی از اهداف سازه‌ای استفاده می‌شود. عناصر سنتی معماری عثمانی طاق‌های نوک تیز، تزئینات کاشی، برجستگی‌های وسیع سقف و گنبدهاست. از دیگر جنبه‌های برجسته این معماری می‌توان به هنر خوشنویسی اشاره کرد.
مساجد به عنوان نقطه کانونی شهرهای عثمانی در نظر گرفته می‌شد. با نوسازی، شهرها شاهد افزایش تعداد پارک‌ها، پل‌ها، آلاچیق‌ها، خانه‌های تابستانی، مقبره‌ها، کاخ‌ها، برج‌های ساعت، فضاهای مدنی و بازارها هستیم.

## ویژگیهای معماری عثمانی
معماری عثمانی تحت تأثیر مفهوم «باغ بهشت» است. هر ساختمان به گونه‌ای طراحی شده‌است که هنر را به فضاهای زندگی روزمره متصل می‌کند. درختان کاشته شده در کنار خیابان‌ها به عنوان یک عنصر متعادل‌کننده بین سازه‌های عظیم بنایی و طبیعت و فضاهای باز هماهنگی ایجاد کردند. شهرهای عثمانی به گونه ای ساخته شده‌اند که تأثیر طبیعت را می‌توان در جزئیات و نقوش تزئینی، سقف مسجدها، دیوار کاخ‌ها و نقاشی‌های دیواری مشاهده کرد.
خانه‌های خصوصی دوره عثمانی- کوناک (عمارت) و یالی (خانه ییلاق) دارای پایه و طبقه همکف ساخته شده از سنگ بودند. طبقات بالا مشرف به خیابان‌ها بود و برای حفظ حجاب صفحه‌های مشبک چوبی داشت. خانه‌ها در اطراف یک اتاق گالری مانند مرکزی طراحی شده بود که توسط تمام اتاقهای دیگر احاطه شده بود. بر اساس نوعی اندرونی و بیرونی تقسیم‌بندی شده بودند. خانه‌های بزرگتر دارای حیاط‌هایی بودند که قسمتهای مختلف را بر اساس عملکرد خود جدا می‌کردند و همچنین دارای آب‌نما و حوضچه‌هایی بودند. این خانه‌ها طوری طراحی شده بودند که با شرایط اقلیمی ترکیه و دیگر مناطق تحت تأثیر معماری عثمانی همخوانی داشته باشند.
معماری عثمانی رابطه زیبایی بین طبیعت و معماری را به تصویر می‌کشد. این امر به ما می‌آموزد که بین این دو تعادل برقرار کنیم، بدون اینکه یکی بر دیگری غالب گردد. این ترکیبی زیبا از تأثیرات معماری اسلامی و بیزانس است که در گنبدها، طاقها و پنجره‌های شیشه رنگی دیده می‌شود.

## نگارخانه

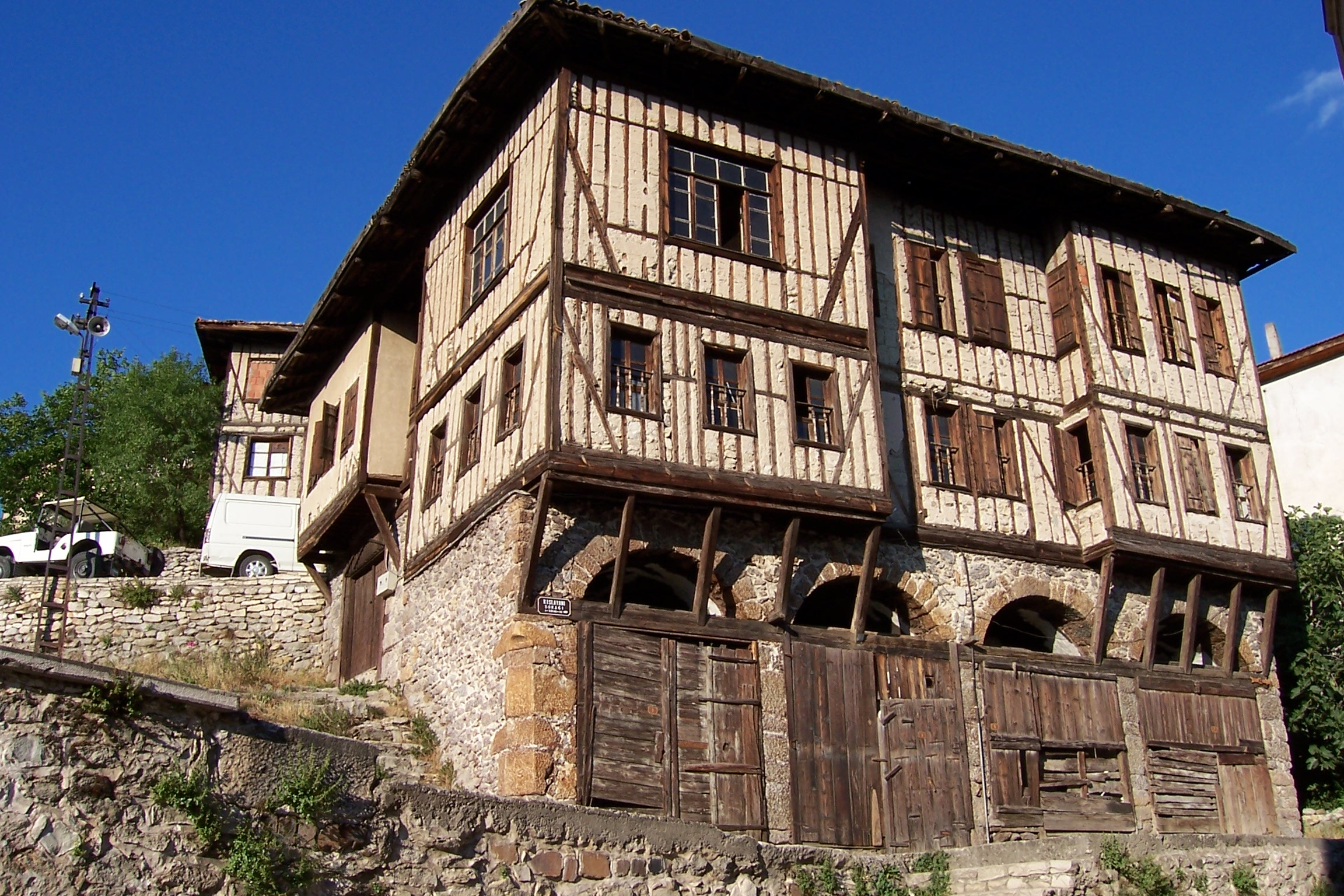
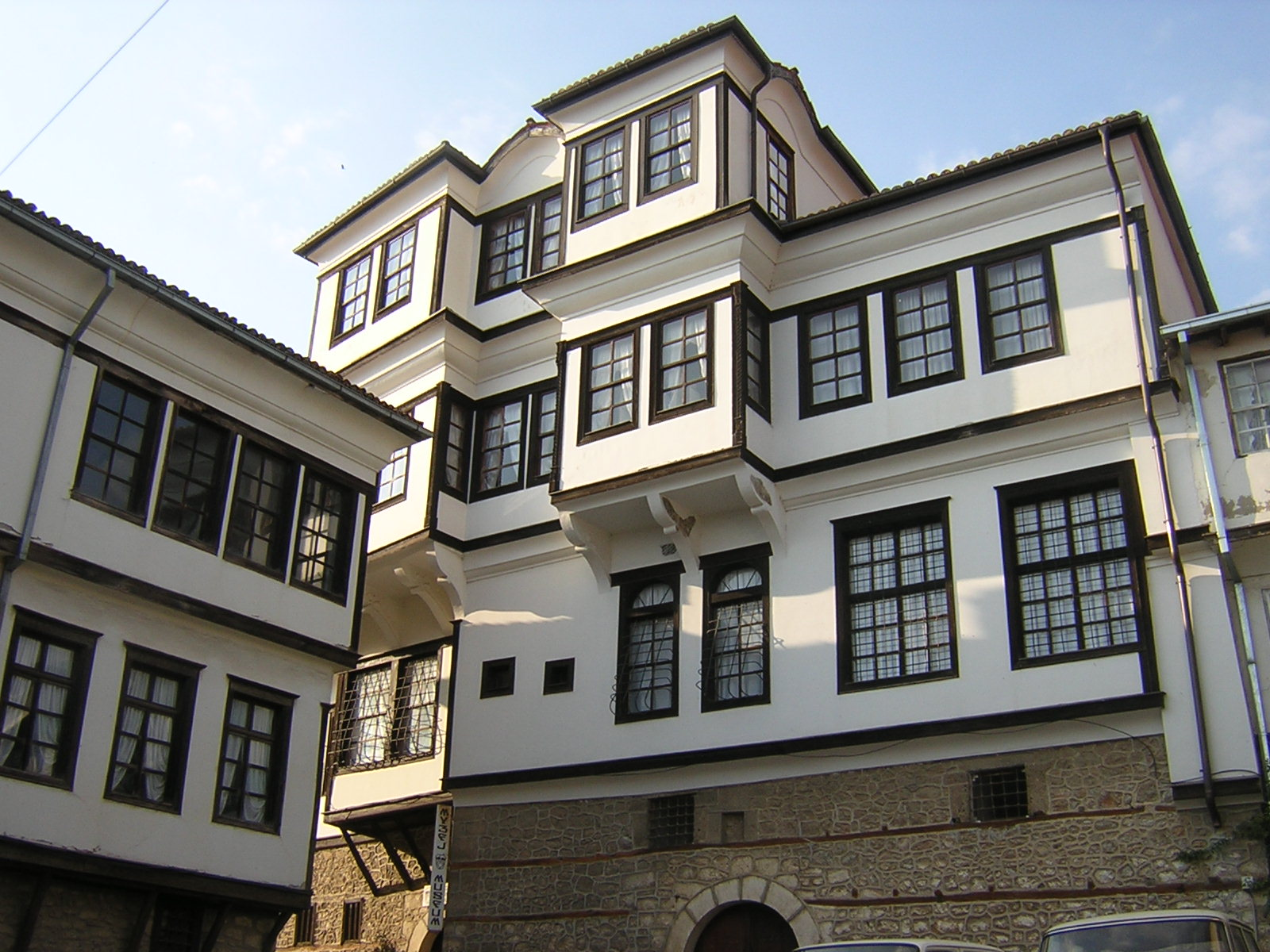
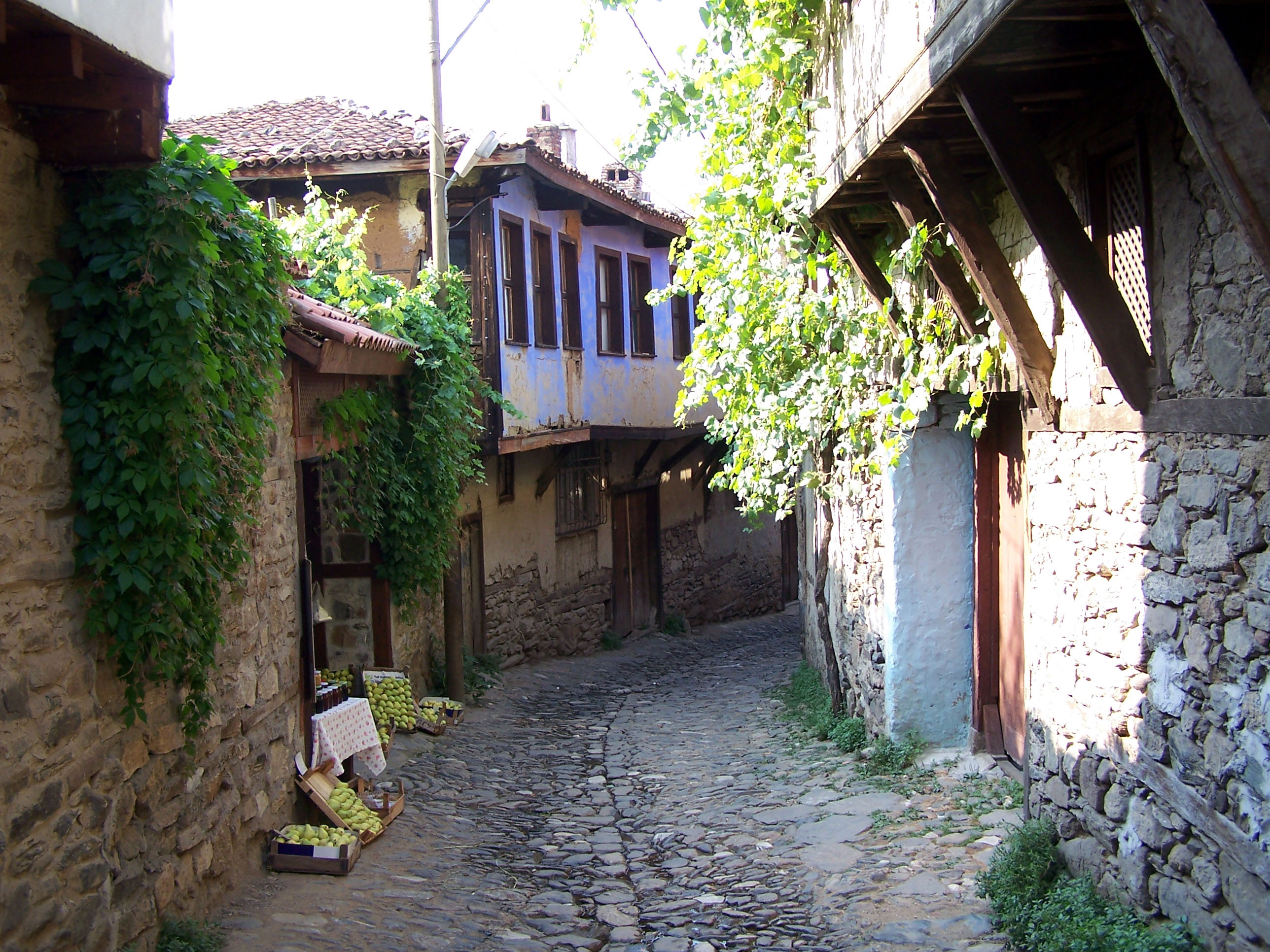